# Heilig Hartbeeld (Mheer)
Het Heilig Hartbeeld is een standbeeld in de Nederlandse plaats Mheer in de provincie Limburg.

## Achtergrond
Het Heilig Hartbeeld werd in 1956 door de parochianen aangeboden aan pastoor M. Gillissen, ter gelegenheid van zijn zilveren priesterjubileum. Het beeld werd gemaakt door de Maastrichtse beeldhouwer Sjef Eijmael. Aanvankelijk stond het dichter bij de Sint-Lambertuskerk, in verband met de aanleg van de Mergellandroute werd het begin jaren zeventig verplaatst. Bij de aanleg van het dorpsplein in 2004-2005 werd het beeld wederom verplaatst en het raakte hierbij beschadigd. Het staat sindsdien tegenover de kerk in een klein plantsoen langs de weg.

## Beschrijving
Het stenen beeld is een staande Christusfiguur in eenvoudige lijnen, hij draagt een gedrapeerd gewaad en is omhangen met een mantel. Met zijn linkerhand wijst hij naar het Heilig Hart op zijn borst. Een licht gebogen linkerknie en de houding van het lichaam suggereert beweging, hieruit blijkt de invloed van Eijmaels leermeester Charles Vos.

## Zie ook

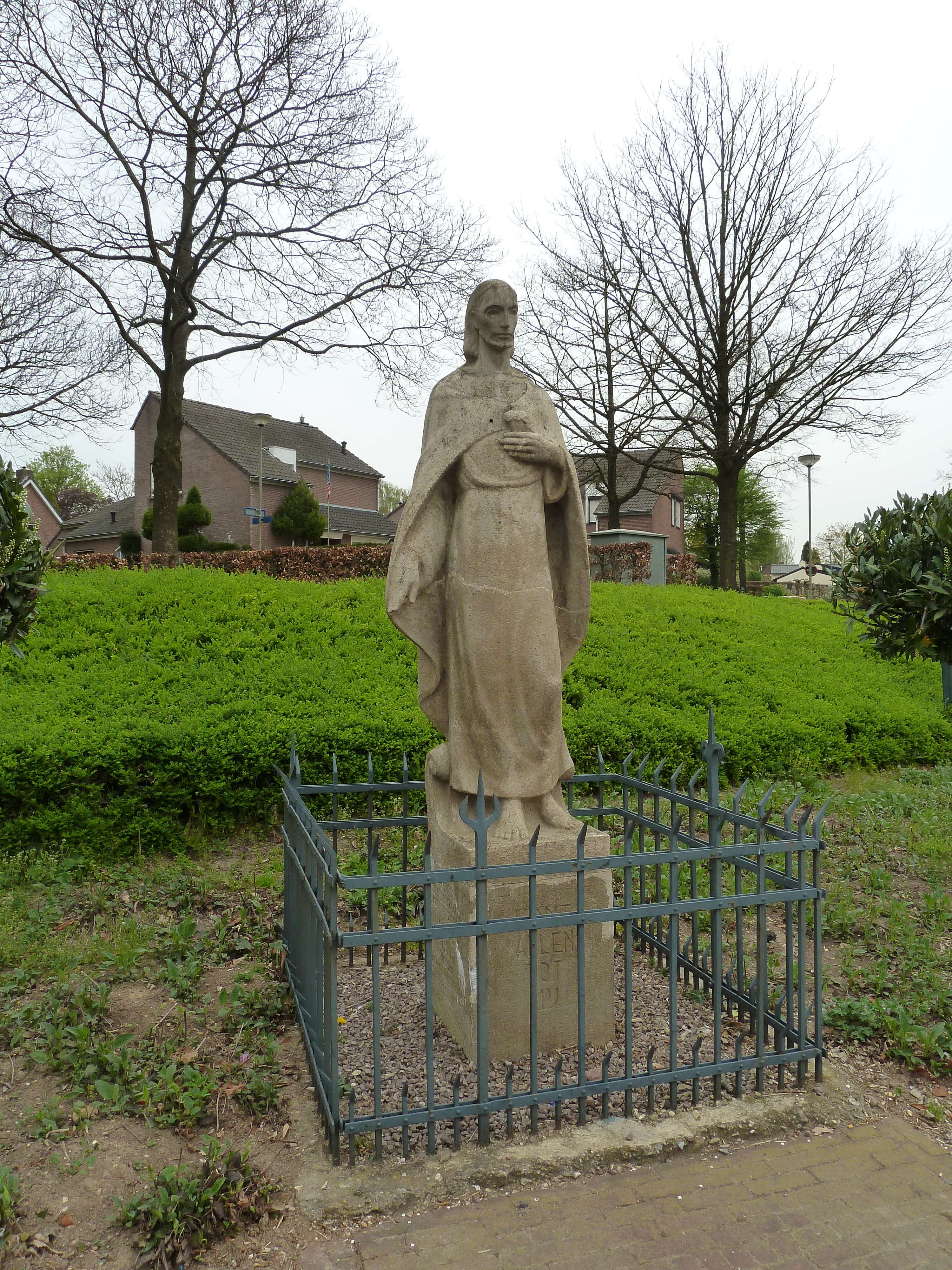
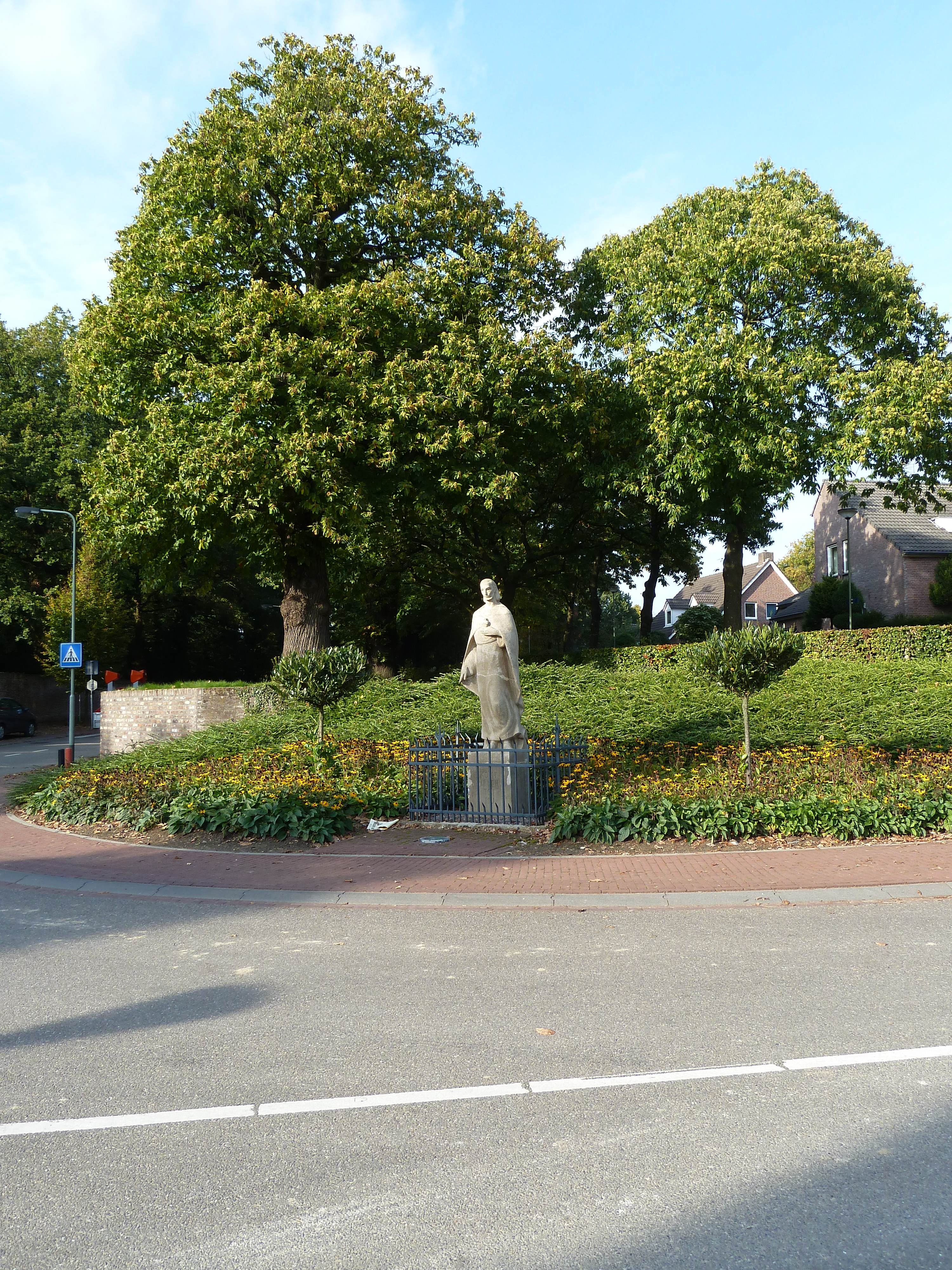